# 1618

## Esdeveniments
- 23 de maig - Praga (Txèquia): protestants txecs defenestren funcionaris imperials de la ciutat en el que es considera l'inici de la Guerra dels Trenta Anys.
- 14 de juny - Amsterdam: Joris Veseler publica el primer diari neerlandès, Courante uyt Italien, Duytslandt, &c..

## Naixements
Països catalans
- 12 de juliol, Madrid: Llorenç Matheu i Sanç, jurista, poeta, humanista i polígraf valencià (m. 1680).
- 9 de setembre, Martorell: Joan Cererols, compositor català (m. 1676).
- 19 de setembre, Peralada: Pràxedis de Rocabertí Safortesa, noble i pedagoga catalana (m. 1665).[1]

Resta del món
- 1 de gener, Sevilla: Bartolomé Esteban Murillo, pintor espanyol (m. 1682).
- 6 d'abril, París: Jacques Quétif, dominic i bibliògraf francès (m. 1698).
- 9 d'abril, Madrid: Agustín Moreto, dramaturg espanyol (m. 1669).
- 27 d'abril, Perigús, Nova Aquitània (França): Adrien Greslon, jesuïta francès, missioner al Canadà i a la Xina (m. 1697).[2]
- 14 de setembre, Soest (Westfàlia, actual Alemanya): Peter Lely, pintor anglès (m. 1680).
- 26 de desembre, Heidelberg: Elisabet del Palatinat, aristòcrata alemanya, filòsofa i religiosa calvinista (m. 1680).[3]

## Necrològiques
Resta del món
- 14 de febrer, Còrdova (Andalusia, Corona de Castella): Joan Baptista de la Concepció, frare trinitari castellà, reformador de l'orde trinitari i fundador dels Trinitaris descalços (n. 1561).
- 24 d'abril, Poitiers: Antoniette d'Orléans-Longueville, noble i religiosa, fundadora de les Monges Benedictines de la Mare de Déu del Calvari.[4]
- 9 de juliol, Macau (Xina): Diego de Pantoja, jesuïta missioner espanyol a la Xina (n. 1571).
- 20 d'octubre, Nàpols: Orsola Benincasa, religiosa i mística, fundadora de les Germanes Teatines.[5]
- 29 d'octubre, Londres: Walter Raleigh és executat per decapitació. Considerat un mariner i explorador reputat pels anglesos i pirata pels espanyols.[6]
- 10 de desembre, Roma: Giulio Caccini, compositor italià (n. 1551)
- Garsten: Sebastian Erthel, monjo, compositor i mestre de capella de Garsten.